# Yo, Simon, Homo Sapiens
Yo, Simon, Homo Sapiens (título original en inglés: Simon vs. the Homo Sapiens Agenda), también conocida como Con amor, Simon, es una novela juvenil coming-of-age de 2015 y el libro debut de la autora estadounidense Becky Albertalli. La historia se centra en su protagonista, Simon Spier, un chico gay que se ve obligado a salir del armario después de que un chantajista descubre los correos electrónicos que Simon escribió a otro compañero de clase del que se ha enamorado.
Albertalli recibió el Premio William C. Morris de la Asociación Americana de Bibliotecas, un honor anual para la literatura juvenil, así como el Premio Alemán de Literatura Juvenil. La novela también figuró en la lista larga del Premio Nacional del Libro y fue catalogada por el Wall Street Journal como una de las mejores novelas para adultos jóvenes en 2015.
El nombre de la novela es una parodia del término «agenda homosexual», una frase peyorativa que es comúnmente utilizada por los opositores a los derechos de las personsa gay en los Estados Unidos. El libro fue adaptado a una película titulada Love, Simon, que fue estrenada por 20th Century Fox el 16 de marzo de 2018 y tuvo éxito crítico y comercial.
La obra se publicó en español en 2016 con el título Yo, Simon, Homo Sapiens, traducido por Victoria Simó Perale. En ediciones posteriores el libro pasó a titularse Con amor, Simon, para concordar con el nombre de la película.

## Sinopsis
Simon Spier es un estudiante de 16 años, gay y encerrado en el armario, que cursa el tercer año de secundaria y tiene una afición por el teatro musical. Sin que su familia y amigos lo sepan, Simon ha estado enviando correos electrónicos a alguien llamado Blue. Sin embargo, el secreto de Simon se ve repentinamente amenazado; los correos que intercambian con Blue son amenazados con ser publicados si no se convierte en el compañero de Martin, el payaso de la clase, y obliga a su amiga Abby a enamorarse de él. Si no lo hace, su orientación sexual podría ser revelada y la privacidad de su pareja podría verse comprometida. Simon debe encontrar una forma de salir de su zona de confort antes de que lo expulsen y antes de perder a Blue, quien, por elección o no, está a punto de conocer en persona.

## Temas
Según la autora, Becky Albertalli, no basó su escritura en ningún experiencia o personaje en particular, sino en su deseo de escribir sobre jóvenes de la ccomunidad LGBT, combinado con ideas comunes a muchos adolescentes en general y su pasión por el teatro. La novela se centra principalmente en los temas de la madurez, la amistad en general, pero especialmente en la autoaceptación. El tema de salir del armario, y más en general de la homosexualidad, también son importantes en la novela.

## Recepción
El libro recibió elogios por parte de la crítica y múltiples premios. En su reseña, The Guardian calificó a la novela como «única e intrigante» con una historia «conmovedora y real» especialmente por como aborda los temas de amistad, y aceptación de uno mismo». Karen Coatsl del Bulletin of the Center for Children's Books, alabó la escritura del libro y el desarrollo de los personajes. Stephan Lee de Entertainment Weekly comentó que la autora logra hacer un «mundo sorprendentemente tridimensional y libre de clichés, repleto de personajes inolvidables».
Albertalli recibió el Premio William C. Morris de la Asociación Americana de Bibliotecas, un honor anual para la literatura juvenil, así como el Premio Alemán de Literatura Juvenil. La novela también figuró en la lista larga del Premio Nacional del Libro, nominada para los Goodreads Choice Awards, y fue catalogada por el Wall Street Journal como una de las mejores novelas para adultos jóvenes en 2015.

### Controversia
Debido a sus temáticas LGBT, el libro fue prohibido en las bibliotecas de diversas escuelas públicas estadounidenses en los estados de Míchigan, Utah, Florida y Texas.
El 13 de octubre de 2021, el ayuntamiento de Castellón entregó una colección de 32 libros sobre temas LGBTI a once institutos públicos de la ciudad para promover la convivencia, la tolerancia y el respeto a la diversidad entre el alumnado de entre 12 y 17 años. La Fundación Española de Abogados Cristianos presentó una solicitud ante el juzgado para que los libros fueran retirados de los institutos. El ayuntamiento se vio obligado a retirarlos inicialmente hasta que el juez falló en favor de regresarlos.

## Secuela y adaptaciones
El 24 de abril de 2018 se estrenó una secuela centrada en el personaje de Leah (ambientada en su último año), titulada Leah on the Offbeat. En 2020, Albertalli anunció el lanzamiento de Love Creekwood, el epílogo de las dos novelas publicadas anteriormente.

### Adaptación cinematográfica
Love Simon es el título de la adaptación cinematográfica del libro. Está protagonizada por Nick Robinson en el papel principal, junto a Katherine Langford como Leah, Alexandra Shipp como Abby, Jorge Lendeborg Jr. como Nick, Keiynan Lonsdale como Bram y Jennifer Garner y Josh Duhamel como los padres de Simon. Jack Antonoff produjo la banda sonora. La película se estrenó en Estados Unidos el 16 de marzo de 2018.
La película fue desarrollada por Fox 2000 y se reveló primera vez en octubre de 2015, con Elizabeth Berger e Isaac Aptaker contratados para escribir el guion. El escritor, director y showrunner de televisión abiertamente gay Greg Berlanti dirigió la película. La película recaudó 66.3 millones de dólares en taquilla en todo el mundo, frente a un presupuesto de producción de entre 10 y 17 millones de dólares.
Una serie de televisión titulada Love, Victor, ambientada en el mismo universo que la película, se estrenó el 17 de junio de 2020 en Hulu, con Robinson como narrador de la serie.